# Kouvervaaran lehdot ja suot
Kouvervaaran lehdot ja suot este o arie protejată (arie specială de conservare — SAC, sit de importanță comunitară — SCI) din Finlanda întinsă pe o suprafață de 123 ha, integral pe uscat.

## Localizare
Centrul sitului Kouvervaaran lehdot ja suot este situat la coordonatele 66°07′39″N 28°49′30″E / 66.1275°N 28.825°E.

## Înființare
Situl Kouvervaaran lehdot ja suot a fost declarat sit de importanță comunitară în august 1998 pentru a proteja 1 specie de plante. Situl a fost protejat și ca arie specială de conservare în aprilie 2015.

## Biodiversitate
Situată în ecoregiunea boreală, aria protejată conține 8 habitate naturale: Lacuri și iazuri distrofice naturale, Cursuri de apă de la nivel de câmpie la nivel montan, cu vegetație Ranunculion fluitantis și Callitricho-Batrachion, Izvoare petrifiante cu formare de travertin (Cratoneurion), Mlaștini alcaline, Turbării Aapa, Taiga vestică, Păduri fino-scandinave bogate în ierburi cu Picea abies, Mlaștini împădurite.
La baza desemnării sitului se află o specie protejată de  plante: Diplazium sibiricum.
Pe lângă speciile protejate, pe teritoriul sitului au mai fost identificate 7 specii de plante.